# Џејс Норман
Џејс Ли Норман (енгл. Jace Lee Norman; Коралес, Нови Мексико, 21. март 2000) амерички је глумац. Најпознатији је по улози Хенрија Харта/Кида Опасност у Никелодионовој серији Хенри Опасност.

## Младост
Норман је рођен у Корлеасу, Нови Мексико. Преселио се у јужну Калифорнију када је имао 8 година. Он има старијег брата и старију сестру.

## Каријера
Норман је започео своју каријеру у Дизнијевој телевизијској серији Џеси. Од 2014. године, он је игра главну улоги Никелодионове серије Хенри Опасност. Након тога се појавио у два Никелодионова филма, Множење Адама и Руфус; а након тога и у Руфус 2 и Блебетало!. Џејс ји добио главну гласовну улогу у анимираном филму Спарк, објављеном у априлу 2017. године. У 2017. и 2018. години, Норман је освоио Награде по избору деце у категорији најбоље мушке ТВ звезде. 

## Филмографија
| Година    | Назив                                    | Улога                             | Напомена |
| --------- | ---------------------------------------- | --------------------------------- | --- |
| 2012      | Џеси                                     | Финч                              | Епизода: „Are You Cooler Than a 5th Grader”                                                                     |
| 2013      | Deadtime Stories                         | Студент                           | Епизода: „Revenge of the Goblins”                                                                               |
| 2013      | Тандерменови                             | Фланки                            | Епизода: „You Stole My Thunder, Man”                                                                            |
| 2013      | The Dumb Show                            | Џејс                              | Телевизијски филм                                                                                               |
| 2014–2018 | Хенри Опасност                           | Хенри Харт/Кид Опасност           | Главна улога |
| 2015      | Множење Адама                            | Адам Бејкер                       | Телевизијски филм                                                                                               |
| 2015      | Webheads                                 | себе                              | Епизода: „The Henry Danger Celebrity Edition”                                                                   |
| 2015      | Ho Ho Holiday                            | Дилбер Палмеро                    | Телевизијски специјал                                                                                           |
| 2016      | Руфус                                    | Руфус                             | Телевизијски филм                                                                                               |
| 2017      | Руфус 2                                  | Руфус                             | Телевизијски филм                                                                                               |
| 2017      | Nickelodeon's Not So Valentine's Special | Гилберт Палмеро/Детектив МакТавиш | Телевизијски специјал                                                                                           |
| 2017      | Спарк                                    | Спарк                             | Филм, гласовна улога                                                                                            |
| 2017      | Nickelodeon's Sizzling Summer Camp       | Купер                             | Телевизијски специјал                                                                                           |
| 2017      | Кућа Бука                                | Стик Станко                       | Гласовна улога, епизода: „Legends”                                                                              |
| 2018      | Авантуре Кида Опасност                   | Хенри Харт/Кид Опасност           | Главна гласовна улога                                                                                           |
| 2018      | Развали игру                             | Хенри Харт                        | Епизода: „Babe Loves Danger”                                                                                    |
| 2018-2019 | Сунђер Боб Коцкалоне                     | Џејс Норман                       | Специјални гост у емисији„Ја волим Сунђер Боб недељу,најава за епизоду:„Сунђер Бобова велика рођенданска журка" |
| 2018      | Блебетало!                               | Џереми Мартин                     | Телевизијски филм                                                                                               |
| 2019      | Младе снаге истраге                      | Зандер Девит                      | Телевизијски филм                                                                                               |
| 2019      | Замена                                   | Џејс Норман                       | Епизода: ,,Jace Norman"                                                                                         |

## Награде и номинације
| Година | Награда                | Категорија                          | Рад            | Резултат   | Реф    |
| ------ | ---------------------- | ----------------------------------- | -------------- | ---------- | ------ |
| 2016   | Награде по избору деце | Омиљена мушка ТВ звезда – Дечји шоу | Хенри Опасност | Номинација | [ 13 ] |
| 2017   | Награде по избору деце | Омиљена мушка ТВ звезда             | Хенри Опасност | Освојено   | [ 11 ] |
| 2018   | Награде по избору деце | Омиљена мушка ТВ звезда             | Хенри Опасност | Освојено   | [ 14 ] |